# بردن (بلژیک)
بردن (به فرانسوی: Bredene)  شهری ساحلی در منطقه فلمیش کشور بلژیک واقع شده است ، کانال آبی حد فاصل میان بردن و استنده این دو شهر را از هم جدا کرده است . نام محلی بردن در میان فلاندرها برنینژ  (به زبان فلاندری غربی:Brèinienge) خوانده می‌شود . 

## جاذبه‌های توریستی
- دریاچه اسپکوم
- موزه تورکینهوف
- پارک ویگونه در نزدیکی شهرداری بردن قرار دارد .
- قلعه ناپلئون
- باتلاق پالستینپنه
- مجموعه سوارکاری
- اسکیت‌پارک
- پلاژ برهنگی بردن

## دسترسی
- ایستگاه قطار اوستنده
- فرودگاه بین‌المللی اوستند-بروگس
- ایستگاه‌های تراموا ما بین دوپن تا کنوکئست